# سوق وطني
السوق الوطني
السوق الوطني المعروف بالسوق الداخلي، عادة ما يتم تأسيسه بناءً على الكثافة السكانية كدولة مستقلة.
يتشكل السوق الوطني عندما تصبح المساحة الاقتصادية لدولة ما قادرة على الاستجابة لمفهوم وحدة السوق، عن طريق توحيد القوانين كالقانون التجاري أو لائحة حقوق الملكية والضرائب والمكاييل و الموازيين والعملة وغيرها... هذا وقد يتعارض مفهوم السوق الوطني مع نموذجية السوق الدولي للتجارة الدوليّة ومع السوق المحلي والسوق الإقليمي، أو مع تلك الأسواق الأصغر مساحة (كمدينة أو منطقة).
يعمل التكامل فوق الوطني على تكامل الأسواق الوطنية، كما هو الحال في الاتحاد الأوروبي الذي يمثل جميع أعضاء الاتحاد الجمركي والسياسات الاقتصادية. كما ويستخدم السوق الوطني الحسابات الوطنية بأحجام مختلفة المعروفة بالناتج القومي الإجمالي (وهو العائد من السوق المحلي من الصعيد الوطني و الخارجي) من الدخل القومي و غيرها...
تاريخ الأسواق المحليّة
اجتازت الأسواق المحليّة عدّة مراحل يمكن اعتبارها ذات أهمية و غيرها الأقل نحو التوّحد داخل حدودها من خلال النظام القديم عندما كانت دول أوروبا تحت الإنشاء، ومن خلال سياسة تجارية بحتة من الملكيّات المطلقة. ومع ذلك الأسواق التالية لم تعمل على النحو المطلوب، مثل (الجمارك الداخليّة وتعدّد العملات والمكاييل والموازيين وتنوع النظم الضريبيّة والمواثيق المحليّة والعقارات و الامتيازات الشخصيّة والمؤسّسية وغياب السوق الحرة المتعلقة بالأراضي، بالعمل أو بالمنتجات. ولقد برز مفهوم الكولبريّة الفرنسيّة (وهو المذهب الاقتصادي والسياسي للقرن السابع عشر، المعروف بالنسخة الفرنسيّة للنزعة التجارية) في أواخر القرن السابع عشر، الذي وضع في مقدمة أولويّاته تحقيق الميزان التجاري الإيجابي من خلال سياسة الحماية وتدخّل الدولة في مجال التصنيع والتجارة (ومن الدول التي نجحت على تحقيق هذا المفهوم: المملكة المتحدة وفرنسا و ألمانيا وإيطاليا المتحدتين).
وقد عُرف التوسّع الإستعماري في النصف الثاني من القرن التاسع عشر على أنّه منافسة بين الأسواق المحجوزة (المعروفة اقتصادياً بالسوق الأسير)؛ أي أن هناك العديد من الحواجز تمنع المنافسة في السوق وتجعله محتكراً للقلّة. كما غلبت سياسة الحماية جبهة التجارة الحرة من جديد، مما يمكن اعتباره مخالفة للسوق الحر.